# Charles W. Fairfield
Charles Williams Fairfield (* 9. Februar 1882 in Colorado Springs, Colorado; † 31. Dezember 1955 in Prescott, Arizona) war ein US-amerikanischer Politiker (Republikanische Partei).

## Werdegang
Charles Williams Fairfield, Sohn von Jason Williams Fairfield junior und seiner zweiten Ehefrau Margaret Smith, wurde 1882 im El Paso County geboren. Die Familie Fairfield zog dann 1887 nach Kalifornien. Dort besuchte er die lokalen Gemeinschaftsschulen. Nach der Volkszählung im Jahr 1900 lebte er im Alter von 18 Jahren in San Diego. Er zog 1903 in das New-Mexico-Territorium. Von 1903 bis 1909 war er kaufmännischer Buchhalter. In der Folgezeit war er drei Jahre lang als Rechnungsprüfer im Büro des territorialen Auditors tätig. Bei der Volkszählung im Jahr 1910 lebte er in Santa Fe. Er heiratete dort 1910 Jean MacKenzie (1888–1953). Das Paar lebte dann kurze Zeit in Los Angeles (Kalifornien). Fairfield zog 1913 mit seiner Familie nach Arizona und ließ sich dort in Winslow (Navajo County) nieder. Er trat dort eine Anstellung bei der Babbitt Brothers Trading Company an.
Fairfield verfolgte auch eine politische Laufbahn. Er kandidierte 1918 für den Posten des State Auditors von Arizona, unterlag aber bei den Wahlen dem Demokraten Jesse L. Boyce. Bei den Wahlen im Jahr 1920 wurde er zum State Auditor von Arizona gewählt. Er bekleidete den Posten von 1921 bis 1923.
Nach der Volkszählung im Jahr 1920 lebte er in Phoenix (Maricopa County). Das Paar hatte zwei Kinder, eine achtjährige Tochter namens Margaret und einen fünfjährigen Sohn namens John. Nach dem Ende seiner Amtszeit als State Auditor zog er mit seiner Familie nach Clarkdale (Arizona). Fairfield wurde dort neben seiner Ehefrau auf dem Valley View Cemetery beigesetzt.
Er war ein Thirty-second Degree Mason und ein Mitglied der Shriners und der Sons of the American Revolution.